# Whiteshell River
Whiteshell River är ett vattendrag i Kanada.   Det ligger i provinsen Manitoba, i den sydöstra delen av landet, 1 600 km väster om huvudstaden Ottawa.
I omgivningarna runt Whiteshell River växer i huvudsak blandskog. Trakten runt Whiteshell River är nära nog obefolkad, med mindre än två invånare per kvadratkilometer.